# Menthu
Menthu ili Monthu je egipatsko božanstvo. Njegova druga imena su Montju, Ment, Montu, Monto, Mont i Minu'thi.
Menthu je bio bog rata. Etimologija njegovog imena znači "nomad". Smatra se i oblikom boga Sunca Ra, pa tako nastaje Menthu-Ra. Predstavlja pobjedu i snagu. Bio je posinak Mut, ali ga je odbacila kad se udala za Amona. S Amonom je imala jedno dijete - Khonsua. Budući da su Egipćani smatrali bika svetom životinjom, a također i agresivnom, bik je smatran simbolom rata i Menthua. Mogao se pretvoriti u bijelog bika crnog lica. Najbolji generali bili su "moćni bikovi" i "sinovi boga Menthua". Ramzes II., veliki ratnik, poznat po bici kod Kadeša, pobijedio je neprijatelje "kao Menthu, gospodar Tebe". Tijekom Novog kraljevstva građeni su veliki hramovi u čast Menthua. Mentuhotep - nekoliko se faraona u Starom kraljevstvu tako zvalo, a to znači "Menthu je zadovoljan".

## Projekti
|  | Zajednički poslužitelj ima još gradiva o temi Menthu |